# Zaomma sitis
Zaomma sitis är en stekelart som beskrevs av Prinsloo 1979. Zaomma sitis ingår i släktet Zaomma och familjen sköldlussteklar.
Artens utbredningsområde är Namibia. Inga underarter finns listade i Catalogue of Life.